# 367693 Montmagastrell
367693 Montmagastrell è un asteroide della fascia principale. Scoperto nel 2010, presenta un'orbita caratterizzata da un semiasse maggiore pari a 2,3364322 UA e da un'eccentricità di 0,0796144, inclinata di 6,36273° rispetto all'eclittica.
L'asteroide è dedicato a Santa Maria de Montmagastrell, frazione del comune spagnolo di Tàrrega, dove sorge l'osservatorio autore della scoperta.